# Волков, Владимир Фёдорович
Владимир Фёдорович Волков (род. 29 апреля 1929) — советский хозяйственный и политический деятель, в 1973—1979 годах первый секретарь Новосибирского городского комитета КПСС.

## Биография
Родился 29 апреля 1929 года в г. Глухове Украинской ССР.
В 1946—1950 годах учился в Шосткинском химико-техническом техникуме Министерства сельскохозяйственного машиностроения СССР по специальности «Производство сельскохозяйственных машин», присвоена квалификация техника-технолога.
По направлению определён на завод «Сибсельмаш», зачислен в цех № 9 мастером по капитальному ремонту оборудования, затем технологом.
В 1952 году избран секретарем комитета комсомола завода, затем первым секретарем кировского райкома ВЛКСМ г. Новосибирска.
В 1956 году направлен на учёбу в Новосибирскую высшую партийную школу, которую окончил в 1960 году, после чего был назначен заместителем председателя Кировского районного исполнительного комитета, затем избран вторым секретарем Кировского районного комитета КПСС г. Новосибирска.
В 1962—1965 годах — председатель Кировского райисполкома г. Новосибирска, серьезно занимаясь проблемами благоустройства, расселения бараков, улучшением работы городского транспорта.
В 1965 году с отличием окончил Всесоюзный заочный финансово-экономический институт.
В 1965 году избран первым секретарем Кировского райкома КПСС г. Новосибирска. Уделял большое внимание научно-техническому прогрессу, повышению производительности труда, качеству выпускаемой продукции.
В. Ф. Волков возглавил народную стройку возведения Монумента Славы в честь воинов-сибиряков, который был открыт 6 ноября 1967 года.
С 1968 по 1973 год работал вторым, а в 1973—1979 годах — первым секретарем Новосибирского городского комитета КПСС. В это время очень высокими были темпы жилищного строительства.
В 70-х годах развернулось движение за научную организацию труда коллективный подряд. В 1972 году Новосибирский метод научной организации труда одобрен ЦК КПСС и рекомендован для всего Советского Союза. Владимир Федорович получил одну золотую и три серебряные медали ВДНХ за разработку и внедрение этого метода, защитил кандидатскую диссертацию на тему «Системное развитие агломерации труда в масштабе региона (на примере Новосибирской области)», в 1983 году ему присвоено звание кандидата экономических наук.
Волков был председателем областного координационного совета по проблемам труда, Совета обкома КПСС по научно-техническому прогрессу.
С 1979 по 1989 работал заместителем, первым заместителем председателя Новосибирского областного исполнительного комитета. В это время была объявлена пятилетка ускоренного строительства автомобильных дорог в Новосибирской области, строительства ТЭЦ-5.
В 1989 году перешёл на работу в Министерство внешнеэкономических связей СССР на должность Уполномоченного по Сибири, которую завершил в 1997 году выходом на пенсию по инвалидности.
Избирался депутатом районного городского, областного Совета депутатов, делегатом двух партийных съездов КПСС.
Награждён орденом Трудового Красного Знамени (1971 г.), Знаком Почета (1966 г., 1976 г.), знаком отличия «За заслуги перед Новосибирской областью» (2006 г.), медалями «За освоение целинных земель» (1957 г.), «За доблестный труд» (1970 г.), «Ветеран труда» (1986 г.).
У Волкова В. Ф. большая семья: жена Волкова Нинель Павловна — Почетный председатель Союза женщин НСО, две дочери, четверо внуков, три правнука.